# Cros (Gard)
Pour les articles homonymes, voir Cros.
Cros est une commune française située dans l'ouest du département du Gard, en région Occitanie. Caractéristique d'un habitat dispersé, elle est composée d'une douzaine de hameaux, dont L'église de Cros, qui lui donne son nom et abrite l'église Saint-Vincent.
Exposée à un climat méditerranéen, elle est drainée par le Vidourle, le ruisseau de Valestalière et par divers autres petits cours d'eau. Incluse dans les Cévennes, la commune possède un patrimoine naturel remarquable : un site Natura 2000 (les « gorges de Rieutord, Fage et Cagnasse ») et deux zones naturelles d'intérêt écologique, faunistique et floristique.
Cros est une commune rurale qui compte 256 habitants en 2022, après avoir connu un pic de population de 1 095 habitants en 1821.  Ses habitants sont appelés les Crousennes, Crousens.
Le patrimoine architectural de la commune comprend un immeuble protégé au titre des monuments historiques : l'église Saint-Vincent, inscrite en 1961.

## Géographie

### Communes limitrophes
Les communes limitrophes sont  Colognac, La Cadière-et-Cambo, Monoblet, Saint-Hippolyte-du-Fort et Saint-Roman-de-Codières.

### Climat
Pour des articles plus généraux, voir Climat de l'Occitanie et Climat du Gard.
En 2010, le climat de la commune est de type climat méditerranéen franc, selon une étude s'appuyant sur une série de données couvrant la période 1971-2000. En 2020, Météo-France publie une typologie des climats de la France métropolitaine dans laquelle la commune est exposée à un climat méditerranéen et est dans la région climatique Provence, Languedoc-Roussillon, caractérisée par une pluviométrie faible en été, un très bon ensoleillement (2 600 h/an), un été chaud (21,5 °C), un air très sec en été, sec en toutes saisons, des vents forts (fréquence de 40 à 50 % de vents > 5 m/s) et peu de brouillards.
Pour la période 1971-2000, la température annuelle moyenne est de 13 °C, avec une amplitude thermique annuelle de 16,6 °C. Le cumul annuel moyen de précipitations est de 1 430 mm, avec 8,1 jours de précipitations en janvier et 3,8 jours en juillet. Pour la période 1991-2020, la température moyenne annuelle observée sur la station météorologique la plus proche, située sur la commune de Colognac à 4 km à vol d'oiseau, est de 12,3 °C et le cumul annuel moyen de précipitations est de 1 502,4 mm,. Pour l'avenir, les paramètres climatiques de la commune estimés pour 2050 selon différents scénarios d’émission de gaz à effet de serre sont consultables sur un site dédié publié par Météo-France en novembre 2022.

### Milieux naturels et biodiversité

#### Espaces protégés
La protection réglementaire est le mode d’intervention le plus fort pour préserver des espaces naturels remarquables et leur biodiversité associée,.
Dans ce cadre, la commune fait partie de l'aire d'adhésion du Parc national des Cévennes. Ce  parc national, créé en 1967, est un territoire de moyenne montagne formé de cinq entités géographiques : le massif de l'Aigoual, le causse Méjean avec les gorges du Tarn et de la Jonte, le mont Lozère, les vallées cévenoles ainsi que le piémont cévenol.
La commune fait partie de la zone de transition des Cévennes, un territoire d'une superficie de 116 032 ha reconnu réserve de biosphère par l'UNESCO en 1985 pour la mosaïque de milieux naturels qui la composent et qui abritent une biodiversité exceptionnelle, avec 2 400 espèces animales, 2 300 espèces de plantes à fleurs et de fougères, auxquelles s’ajoutent d’innombrables mousses, lichens, champignons,.

#### Réseau Natura 2000

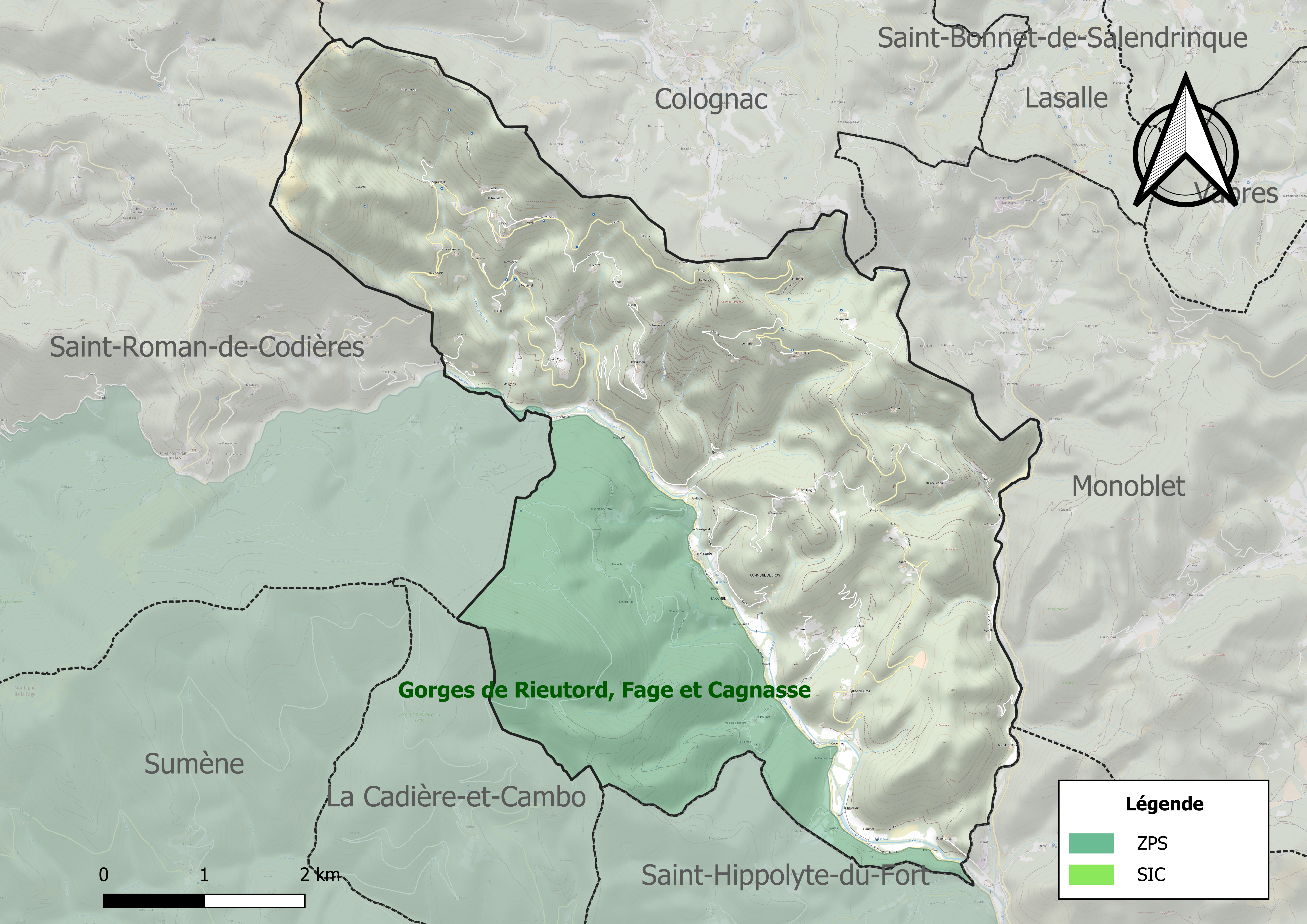
Sites Natura 2000 sur le territoire communal.

Le réseau Natura 2000 est un réseau écologique européen de sites naturels d'intérêt écologique élaboré à partir des directives habitats et oiseaux, constitué de zones spéciales de conservation (ZSC) et de zones de protection spéciale (ZPS).
Un site Natura 2000 a été défini sur la commune au titre  de la directive oiseaux : les « gorges de Rieutord, Fage et Cagnasse », d'une superficie de 12 308 ha, comportent des milieux escarpés, des falaises, et sont un biotope de prédilection pour l'avifaune rupestre parmi laquelle on relève des espèces à très forte valeur patrimoniale : l'Aigle de Bonelli, le Grand Duc d'Europe, le Circaète Jean-le-Blanc.

#### Zones naturelles d'intérêt écologique, faunistique et floristique
L’inventaire des zones naturelles d'intérêt écologique, faunistique et floristique (ZNIEFF) a pour objectif de réaliser une couverture des zones les plus intéressantes sur le plan écologique, essentiellement dans la perspective d’améliorer la connaissance du patrimoine naturel national et de fournir aux différents décideurs un outil d’aide à la prise en compte de l’environnement dans l’aménagement du territoire.
Une ZNIEFF de type 1 est recensée sur la commune :
le « ruisseau du vidourle à Finiel » (25 ha), couvrant 2 communes du département et une ZNIEFF de type 2, : 
la « montagne de la Fage et gorges du Rieutord » (5 561 ha), couvrant 7 communes dont 5 dans le Gard et 2 dans l'Hérault.

Carte des ZNIEFF de type 1 et 2 à Cros.
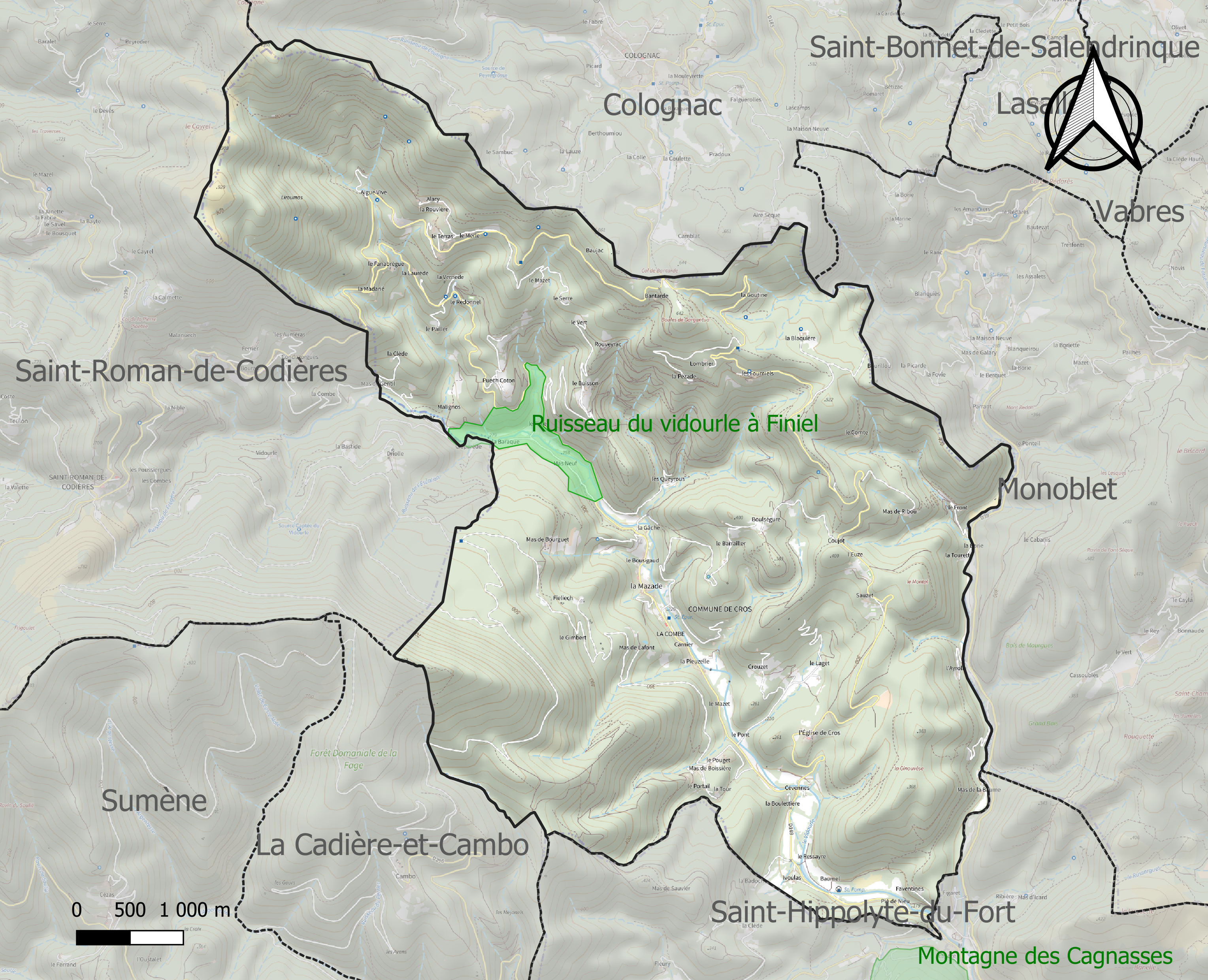
Carte de la ZNIEFF de type 1 sur la commune.
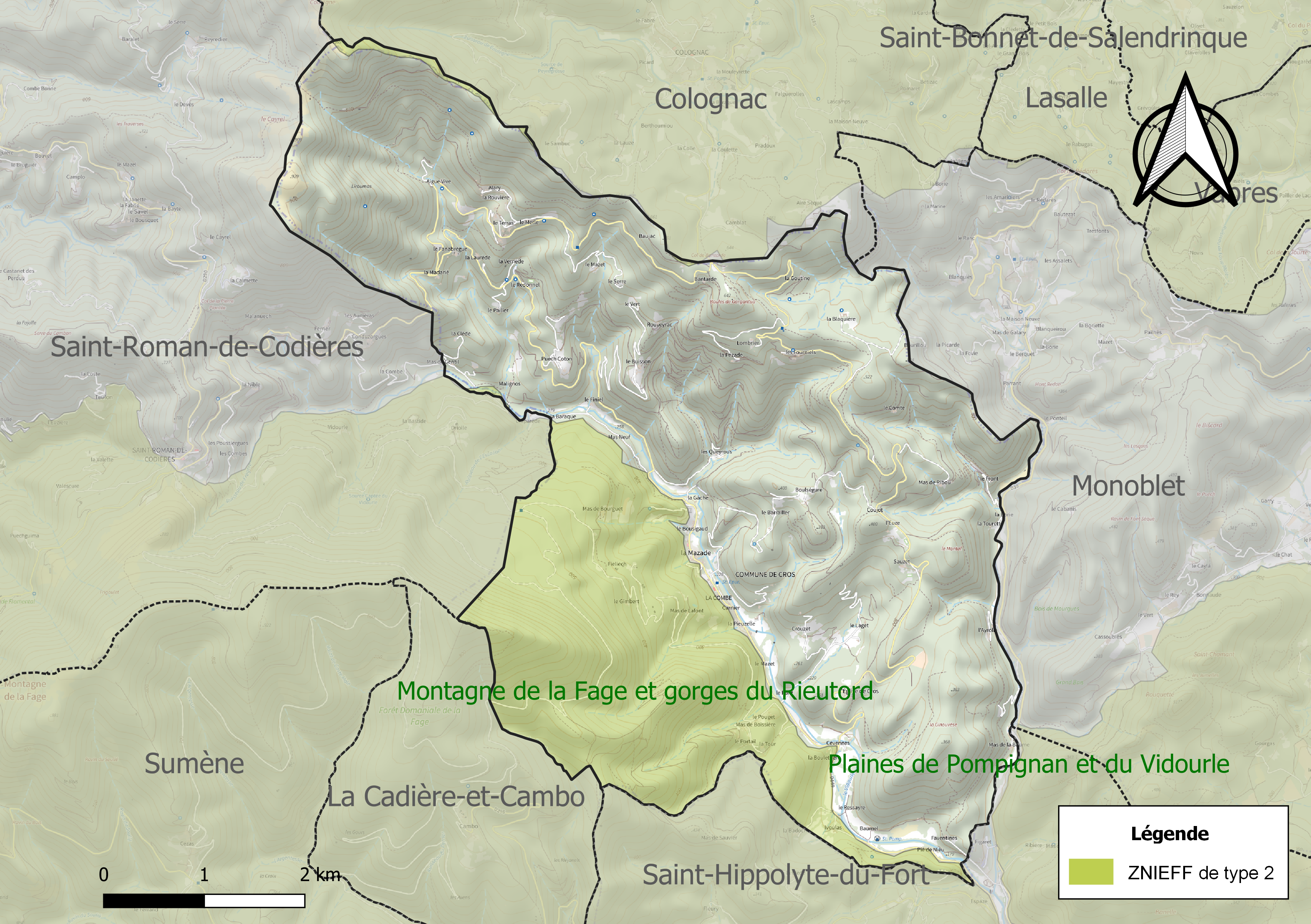
Carte de la ZNIEFF de type 2 sur la commune.

## Urbanisme

### Typologie
Au 1er janvier 2024, Cros est catégorisée commune rurale à habitat très dispersé, selon la nouvelle grille communale de densité à sept niveaux définie par l'Insee en 2022.
Elle est située hors unité urbaine et hors attraction des villes,.

### Occupation des sols
L'occupation des sols de la commune, telle qu'elle ressort de la base de données européenne d’occupation biophysique des sols Corine Land Cover (CLC), est marquée par l'importance des forêts et milieux semi-naturels (92,1 % en 2018), une proportion identique à celle de 1990 (92,1 %). La répartition détaillée en 2018 est la suivante : 
forêts (89,7 %), zones agricoles hétérogènes (7,9 %), milieux à végétation arbustive et/ou herbacée (2,4 %). L'évolution de l’occupation des sols de la commune et de ses infrastructures peut être observée sur les différentes représentations cartographiques du territoire : la carte de Cassini (XVIIIe siècle), la carte d'état-major (1820-1866) et les cartes ou photos aériennes de l'IGN pour la période actuelle (1950 à aujourd'hui).

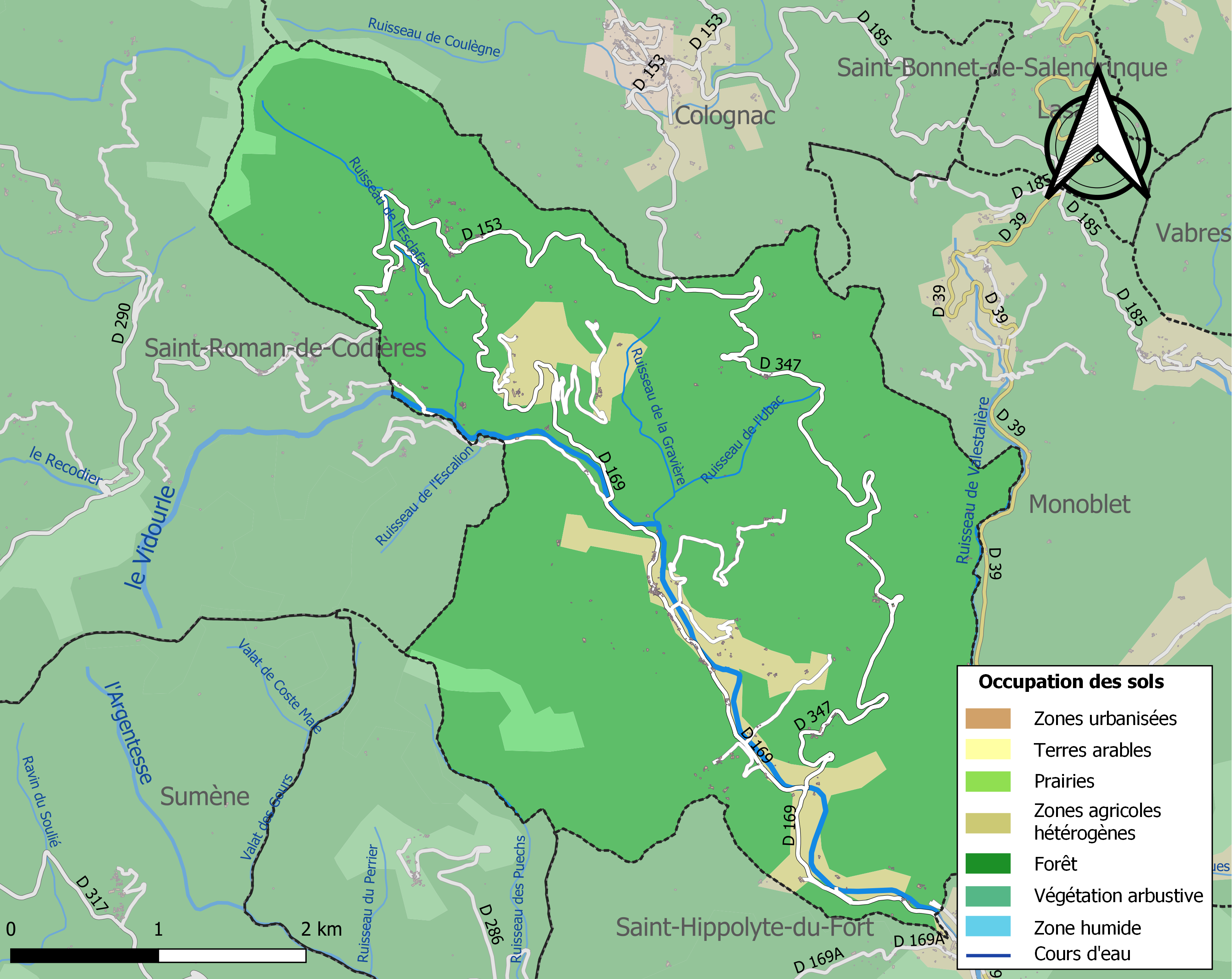
Carte des infrastructures et de l'occupation des sols de la commune en 2018 (CLC).

### Risques majeurs
Le territoire de la commune de Cros est vulnérable à différents aléas naturels : météorologiques (tempête, orage, neige, grand froid, canicule ou sécheresse), inondations, feux de forêts et séisme (sismicité faible). Il est également exposé à un risque particulier : le risque de radon. Un site publié par le BRGM permet d'évaluer simplement et rapidement les risques d'un bien localisé soit par son adresse soit par le numéro de sa parcelle.

#### Risques naturels
Certaines parties du territoire communal sont susceptibles d’être affectées par le risque d’inondation par débordement de cours d'eau et par une crue torrentielle ou à montée rapide de cours d'eau, notamment le Vidourle. La commune a été reconnue en état de catastrophe naturelle au titre des dommages causés par les inondations et coulées de boue survenues en 1982, 1994, 1995, 2002 et 2014,.

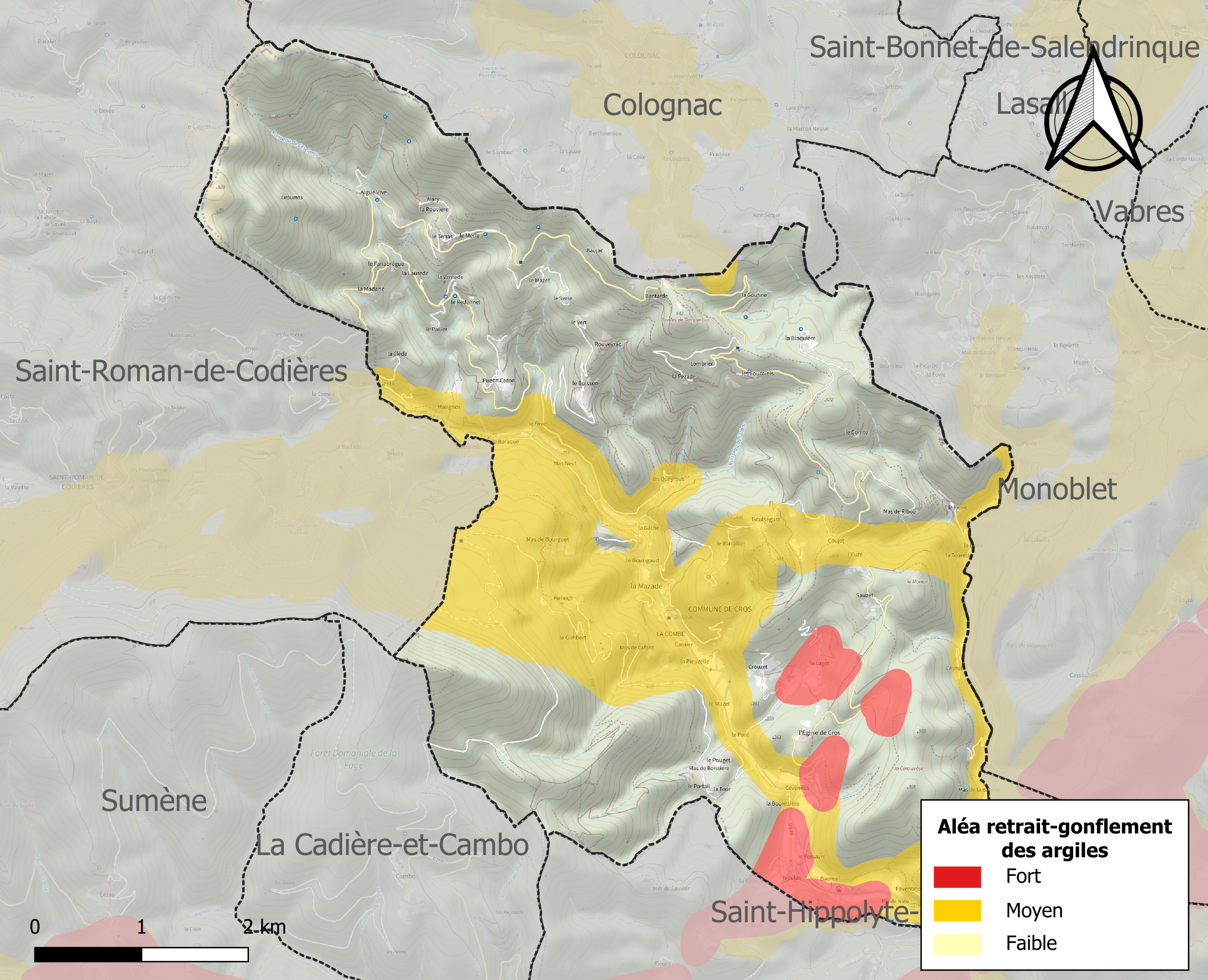
Carte des zones d'aléa retrait-gonflement des sols argileux de Cros.

Le retrait-gonflement des sols argileux est susceptible d'engendrer des dommages importants aux bâtiments en cas d’alternance de périodes de sécheresse et de pluie. 31 % de la superficie communale est en aléa moyen ou fort (67,5 % au niveau départemental et 48,5 % au niveau national). Sur les 226 bâtiments dénombrés sur la commune en 2019, 105 sont en aléa moyen ou fort, soit 46 %, à comparer aux 90 % au niveau départemental et 54 % au niveau national. Une cartographie de l'exposition du territoire national au retrait gonflement des sols argileux est disponible sur le site du BRGM,.
Par ailleurs, afin de mieux appréhender le risque d’affaissement de terrain, l'inventaire national des cavités souterraines permet de localiser celles situées sur la commune.

#### Risque particulier
Dans plusieurs parties du territoire national, le radon, accumulé dans certains logements ou autres locaux, peut constituer une source significative d’exposition de la population aux rayonnements ionisants. Certaines communes du département sont concernées par le risque radon à un niveau plus ou moins élevé. Selon la classification de 2018, la commune de Cros est classée en zone 3, à savoir zone à potentiel radon significatif.

## Toponymie
De l'occitan Cros, du roman cros, croz, crotz, du bas latin crosum, crotum, du latin scrobs (creux, cavité).

## Préhistoire & Histoire

### Mégalithes
Sur la montagne du Cayrel, présence d'un groupe de 3 menhirs. Le plus grand est appelé Peiras das fadas, pierre des fées en occitan.

## Politique et administration

### Liste des maires
source : Archives communales de Cros
|      |                    |  | RÉVOLUTION & PREMIER EMPIRE (1790-1814)                                                 |
| ---- | ------------------ |  | --------------------------------------------------------------------------------------- |
| 1790 |                    |  | Pierre MONTFAJON                                                                        |
| 1791 |                    |  | Antoine CLAUZEL                                                                         |
| 1793 | an II              |  | François MONTFAJON                                                                      |
| 1795 | III - IV           |  | Antoine CLAUZEL                                                                         |
| 1799 | VII - VIII         |  | Jean DESHONS, maire provisoire                                                          |
| 1800 | VIII - IX          |  | Jean PUECH                                                                              |
|      |                    |  | RESTAURATIONS (1815-1848)                                                               |
| 1815 | 25 ans             |  | Jean PUECH continué                                                                     |
| 1826 | 8 ans              |  | François Théodore LACROIX                                                               |
| 1832 | 14 ans             |  | Jean Élie MONTFAJON                                                                     |
| 1846 |                    |  | Pierre FESQUET fils                                                                     |
|      |                    |  | IIe RÉPUBLIQUE (1848-1852)                                                              |
|      |                    |  | SECOND EMPIRE (1852-1871)                                                               |
| 1848 | 10 ans             |  | Pierre FESQUET                                                                          |
| 1856 | 11 ans             |  | Antoine-Henry DAUDÉ                                                                     |
| 1865 |                    |  | Félix DELPUECH                                                                          |
|      |                    |  | IIIe RÉPUBLIQUE (1871-1940)                                                             |
| 1871 |                    |  | Félix DELPUECH continué                                                                 |
| 1873 |                    |  | César TEISSIER                                                                          |
| 1877 |                    |  | A. DESEUZES faisant fonction de maire                                                   |
| 1878 |                    |  | César TEISSIER                                                                          |
| 1881 | 7 ans              |  | Jean Élie Adrien MONTFAJON                                                              |
| 1888 | 1 an               |  | César TEISSIER                                                                          |
| 1889 | 9 ans              |  | Jean Élie Adrien MONTFAJON                                                              |
| 1898 | 2 ans              |  | Louis DELPUECH                                                                          |
| 1900 | 1 an               |  | Adrien VESSON                                                                           |
| 1901 | 3 ans              |  | Henri GUIRAUD                                                                           |
| 1904 | 4 ans              |  | Alphonse FESQUET                                                                        |
| 1908 | 5 ans              |  | Henri GUIRAUD                                                                           |
| 1913 | 6 ans              |  | Alphonse FESQUET                                                                        |
| 1918 | 7 ans              |  | Arman Cabane FESQUET                                                                    |
| 1925 | 10 ans             |  | Louis SOULIER                                                                           |
| 1935 |                    |  | Émile BARAFORT                                                                          |
|      |                    |  | ÉTAT FRANÇAIS (1940-1944)                                                               |
| 1940 | 7 ans              |  | Émile BARAFORT                                                                          |
| 1942 | 2 ans              |  | Albert PERRIER 17/09/42                                                                 |
| 1944 |                    |  | 19/10, délégation spéciale : Président, A. Perrier ; Vice Président, Marcel Falguerolle |
|      |                    |  | IVe RÉPUBLIQUE (1944-1958)                                                              |
| 1945 | 14 ans             |  | Francis AIGOIN                                                                          |
|      |                    |  | Ve RÉPUBLIQUE (depuis 1958)                                                             |
| 1959 | 12 ans             |  | Josué FAÏSSE                                                                            |
| 1971 | 24 ans             |  | Serge MAJOUREL (PS)                                                                     |
| 1995 | 6 ans              |  | Arlette MANTHES                                                                         |
| 2001 | 6 ans              |  | Maurice DESHONS                                                                         |
| 2008 | 6 ans              |  | André ALÈGRE                                                                            |
| 2014 | 2 ans              |  | André ALÈGRE                                                                            |
| 2016 | élection partielle |  | Christian CLAVEL                                                                        |

### Démographie
L'évolution du nombre d'habitants est connue à travers les recensements de la population effectués dans la commune depuis 1793. Pour les communes de moins de 10 000 habitants, une enquête de recensement portant sur toute la population est réalisée tous les cinq ans, les populations de référence des années intermédiaires étant quant à elles estimées par interpolation ou extrapolation. Pour la commune, le premier recensement exhaustif entrant dans le cadre du nouveau dispositif a été réalisé en 2007.

En 2022, la commune comptait 256 habitants, en évolution de +1,19 % par rapport à 2016 (Gard : +2,97 %, France hors Mayotte : +2,11 %).
| 1793 | 1800  | 1806  | 1821  | 1831 | 1836 | 1841 | 1846 | 1851 |
| ---- | ----- | ----- | ----- | ---- | ---- | ---- | ---- | ---- |
| 960  | 1 010 | 1 092 | 1 095 | 982  | 984  | 968  | 940  | 904  |

| 1856 | 1861 | 1866 | 1872 | 1876 | 1881 | 1886 | 1891 | 1896 |
| ---- | ---- | ---- | ---- | ---- | ---- | ---- | ---- | ---- |
| 848  | 853  | 769  | 748  | 777  | 704  | 716  | 671  | 646  |

| 1901 | 1906 | 1911 | 1921 | 1926 | 1931 | 1936 | 1946 | 1954 |
| ---- | ---- | ---- | ---- | ---- | ---- | ---- | ---- | ---- |
| 646  | 622  | 567  | 501  | 515  | 470  | 451  | 337  | 323  |

| 1962 | 1968 | 1975 | 1982 | 1990 | 1999 | 2006 | 2007 | 2012 |
| ---- | ---- | ---- | ---- | ---- | ---- | ---- | ---- | ---- |
| 290  | 249  | 229  | 230  | 234  | 213  | 245  | 250  | 252  |

| 2017 | 2022 | - | - | - | - | - | - | - |
| ---- | ---- | - | - | - | - | - | - | - |
| 249  | 256  | - | - | - | - | - | - | - |

### Enseignement
Cros a eu 2 écoles primaires au XIXe siècle : celle de La Combe ou de La Mazadette (2 classes jusqu'en 1982) et celle de La Rouvière (1 classe de 1866 à 1960), qui sont aujourd'hui fermées. Le bâtiment de l'école de La Mazadette construit en 1881 est devenu la mairie.

## Économie

### Revenus
En 2018  (données Insee publiées en septembre 2021), la commune compte 119 ménages fiscaux, regroupant 255 personnes. La médiane du revenu disponible par unité de consommation est de 18 990 € (20 020 € dans le département).

### Emploi
|                | 2008   | 2013   | 2018   |
| -------------- | ------ | ------ | ------ |
| Commune        | 15,1 % | 12,5 % | 11,8 % |
| Département    | 10,6 % | 12 %   | 12 %   |
| France entière | 8,3 %  | 10 %   | 10 %   |

En 2018, la population âgée de 15 à 64 ans s'élève à 142 personnes, parmi lesquelles on compte 70,1 % d'actifs (58,3 % ayant un emploi et 11,8 % de chômeurs) et 29,9 % d'inactifs,. En  2018, le taux de chômage communal (au sens du recensement) des 15-64 ans est inférieur à celui du département, mais supérieur à celui de la France, alors qu'en 2008 il était supérieur à celui du département.
La commune est hors attraction des villes,. Elle compte 37 emplois en 2018, contre 36 en 2013 et 27 en 2008. Le nombre d'actifs ayant un emploi résidant dans la commune est de 88, soit un indicateur de concentration d'emploi de 41,9 % et un taux d'activité parmi les 15 ans ou plus de 47,5 %.
Sur ces 88 actifs de 15 ans ou plus ayant un emploi, 27 travaillent dans la commune, soit 30 % des habitants. Pour se rendre au travail, 83,1 % des habitants utilisent un véhicule personnel ou de fonction à quatre roues, 5,6 % s'y rendent en deux-roues, à vélo ou à pied et 11,2 % n'ont pas besoin de transport (travail au domicile).

### Activités hors agriculture
25 établissements sont implantés  à Cros au 31 décembre 2019. Le tableau ci-dessous en détaille le nombre par secteur d'activité et compare les ratios avec ceux du département,.
Le secteur du commerce de gros et de détail, des transports, de l'hébergement et de la restauration est prépondérant sur la commune puisqu'il représente 24 % du nombre total d'établissements de la commune (6 sur les 25 entreprises implantées  à Cros), contre 30 % au niveau départemental.

### Agriculture
|               | 1988 | 2000 | 2010 | 2020 |
| ------------- | ---- | ---- | ---- | ---- |
| Exploitations | 15   | 8    | 4    | 2    |
| SAU (ha)      | 332  | 172  | 11   | 16   |

La commune est dans les Cévennes, une petite région agricole occupant l'ouest du département du Gard. En 2020, l'orientation technico-économique de l'agriculture  sur la commune est la culture de légumes ou champignons. Deux exploitations agricoles ayant leur siège dans la commune sont dénombrées lors du recensement agricole de 2020 (15 en 1988). La superficie agricole utilisée est de 16 ha,,.

## Culture locale et patrimoine

### Édifices civils
- Moulin des Baumes de Faventines : Moulin passementier et moulin à foulon en 1823, transformé en 1858 en filature de laine[34].
- Filature Perrier : Filature de Soie construite en 1847, fermée en 1927, réaménagée en maison d'habitation[35].
- Filature de soie Daudé : Construite en 1856, convertie en bâtiment rural en 1925 puis en maison d'habitation[36].
- École-mairie : Construite en 1881.

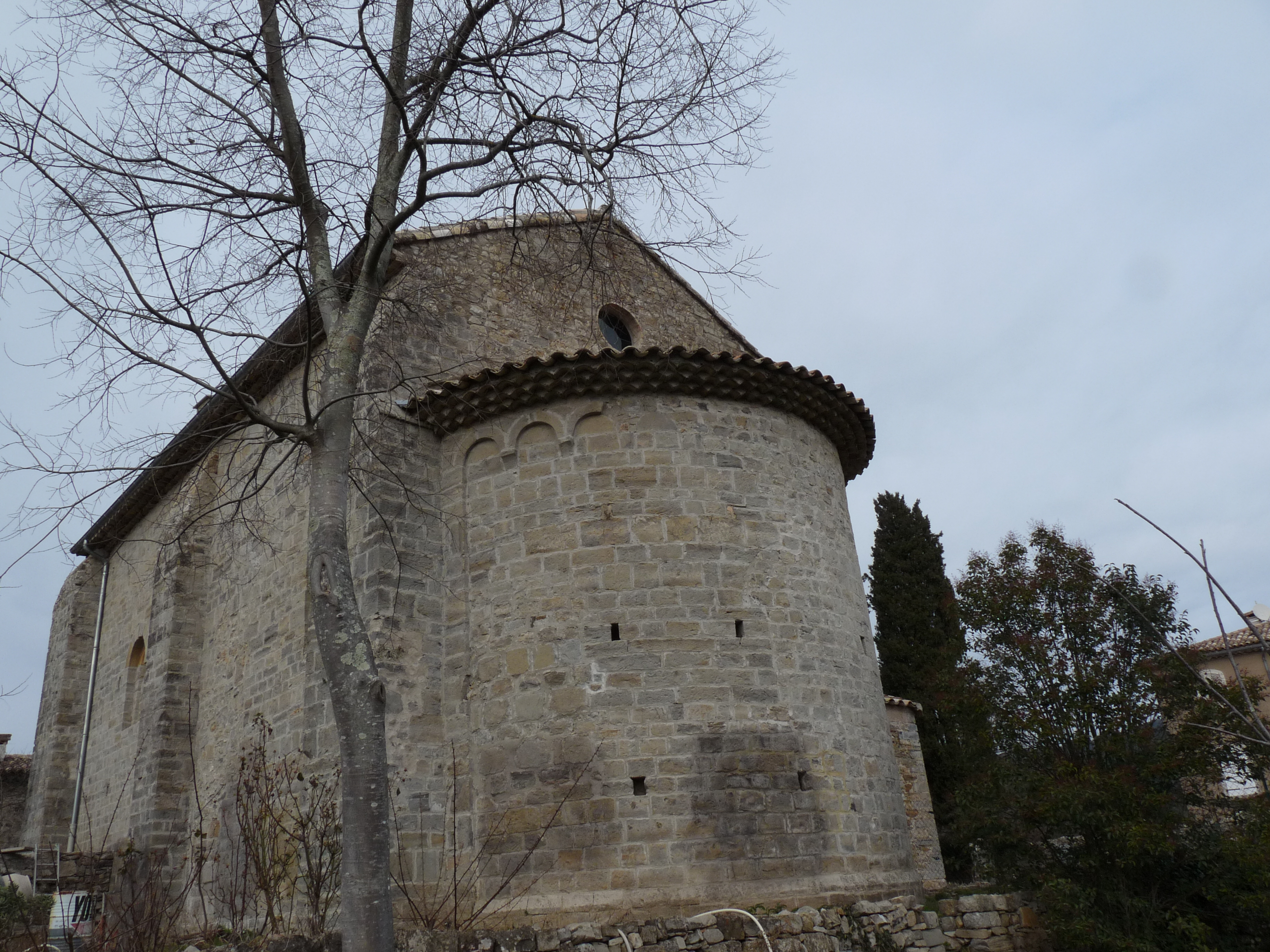
Église Saint-Vincent de Cros

### Édifices religieux
- Église Saint-Vincent (XIIe siècle). L'édifice a été inscrit au titre des monuments historiques en 1961[37].
- Temple protestant, utilisé par l'Église Protestante Unie de France, construit aux frais de la commune en 1844.

### Personnalités liées à la commune
- Marguerite Muterrer[pourquoi ?]
- Ricard de Saint-Hilaire, (1779-1849) poète français mort à Cros.
- Jean Vesson, né au Pouget à Cros en 1676, prédicant protestant à partir de 1709, créateur de la secte des Enfants de Dieu, dite par dérision des Multipliants et exécuté à Montpellier le 22 avril 1723[38].

## Héraldique
| Blason de Cros | Blason  | D’argent chapé de gueules à trois roses, deux en chef et une en pointe, de l’une en l’autre. |
| Blason de Cros | Détails | Le statut officiel du blason reste à déterminer.                                             |